# شهر أباد (فيروزكوه)
شهر أباد (بالفارسية: شهرآباد) هي قرية تقع في قسم شهر أباد الريفي في إيران. يقدر عدد سكانها بـ 822 نسمة بحسب إحصاء 2016.